# Wybory prezydenckie w Tunezji w 2014 roku

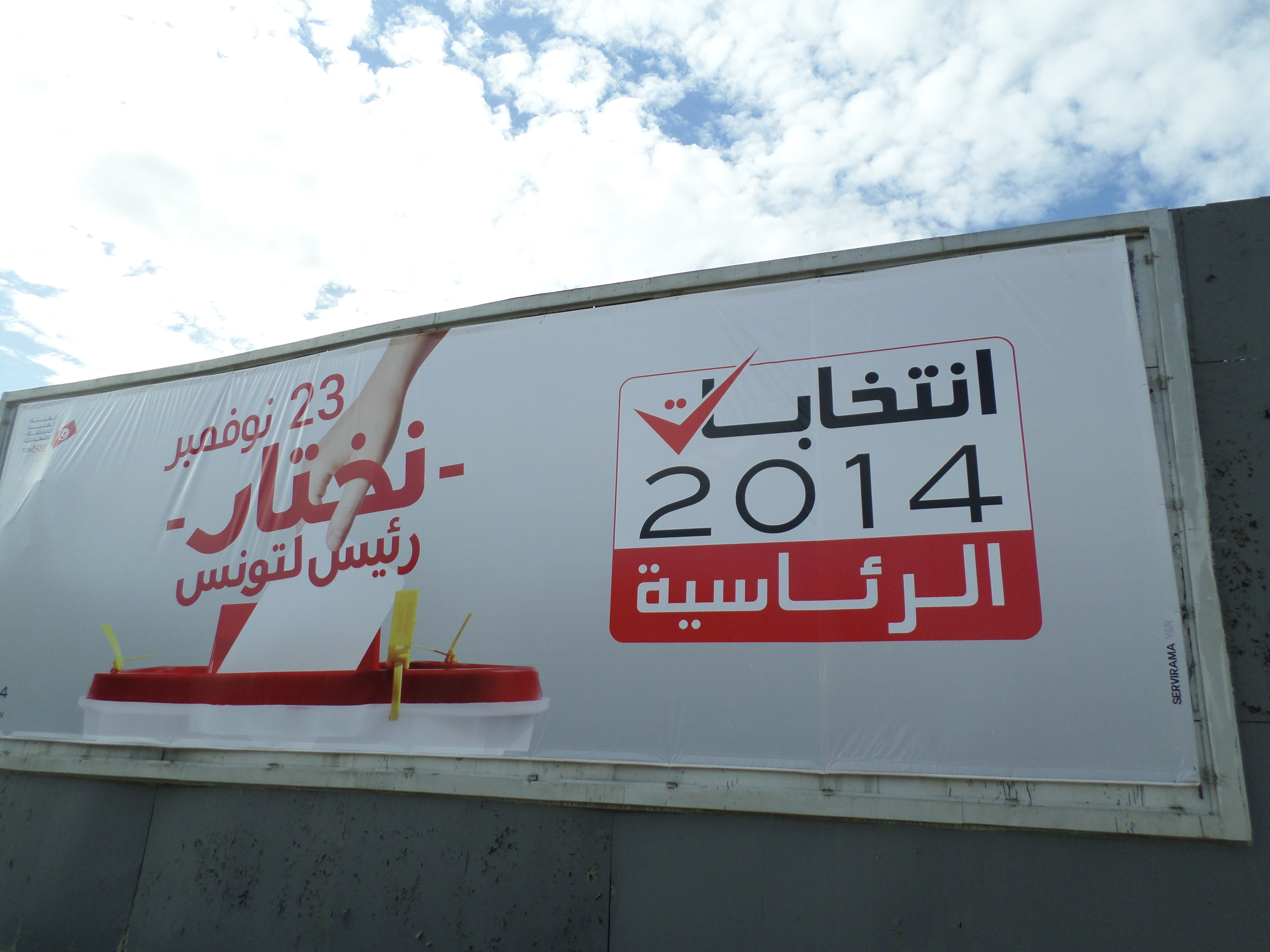
Reklama ISIE - najwyższego organu wyborczego w Tunezji w celu promocji uczestnictwa w wyborach w 2014 roku.

Wybory prezydenckie w Tunezji zaplanowano na 23 listopada 2014. (21–23 listopada za granicą), miesiąc po wyborach parlamentarnych. Jeśli zaistnieje taka potrzeba, to druga tura głosowania przewidywana jest na 28 grudnia. Będą to pierwsze regularne prezydenckie wybory po jaśminowej rewolucji z 2011 r. i przyjęcia Konstytucji w styczniu 2014.
Według nowej Konstytucji prezydent Republiki Tunezji ma zostać wybrany na okres pięciu lat w wyborach powszechnych, wolnych, tajnych i bezpośrednich. Artykuł 74 nowej Konstytucji głosi, że kandydatem może zostać każda osoba, która ukończyła 35 lat, jest tunezyjskiej narodowości i wyznaje islam. Jeśli kandydat posiada inną narodowość, po wygraniu wyborów jest zobowiązany do zrzeczenia się jej i przyjęcia narodowości tunezyjskiej. Jeśli dwóch kandydatów otrzyma jednakową liczbę głosów, przewidywana jest druga tura wyborów. W przypadku śmierci jednego z kandydatów, wyznaczana jest kolejna data wyborów (najpóźniej 45 dni od wcześniej ustalonej daty), z nową listą kandydatów. Jeden prezydent może pełnić funkcję maksymalnie przez dwie kadencje.
Poprzednie wybory prezydenckie odbyły się 25 października 2009. Wygrał je zdecydowaną większością głosów (89,6%) obalony w późniejszym czasie prezydent Zine el-Abidine Ben Ali, reprezentujący Zgromadzenie Demokratyczno-Konstytucyjne.
30 października 2014 ogłoszono ostateczną listę 27 kandydatów (42 kandydatury odrzucono).
Według większości sondaży, Al-Badżi Ka’id as-Sibsi oraz Moncef Marzouki (Kongres Republiki) cieszą się największym poparciem i zajmują dwa pierwsze miejsca.